# Шёпс, Йохен
Йо́хен Шёпс (нем. Jochen Schöps; 8 октября 1983 года, Филлинген-Швеннинген) — немецкий волейболист, диагональный польского клуба «Ресовия» и капитан сборной Германии. Участник двух летних Олимпийских игр, самый ценный игрок Лиги чемпионов ЕКВ 2006/07.

## Биография

### Клубная
Играть в волейбол Йохен Шёпс начал в родном городе. В 2003 году, поиграв до этого за несколько, небольших команд Шёпс переходит в состав известного немецкого клуба «Фридрихсхафен». Здесь, начиная с сезона 2004/2005 Шёпс, выиграл всё, что можно, став трёхкратным чемпионом Германии, трёхкратным обладателем Кубка Германии, а в сезоне 2006/2007 и победителем Лиги чемпионов ЕКВ, победив в финале французский «Тур». При этом сам Шёпс был признан самым ценным игроком этого розыгрыша Лиги чемпионов.
Сезон 2007/2008 Шёпс начал в одинцовской «Искре», куда в межсезонье перешли несколько мировых звёзд волейбола во главе с бразильцем Жибой. Однако ожидания болельщиков клуб из Одинцова не смог оправдать. За те 5 сезонов, что Шёпс провёл в составе «Искры» главными достижениями клуба стали третье место в Лиге Чемпионов ЕКВ 2008/09, в котором Шёпс стал лучшим бомбардиром турнира, выход в финал Кубка ЕКВ 2009/10, а также серебряные медали чемпионата России, завоёванные в сезонах 2007/08 и 2008/09 и бронзовая медаль сезона 2011/12.
По окончании сезона 2011/2012 Шёп расстался с «Искрой» и перешёл в состав польского клуба «Ресовия», с которым в первый же сезон стал чемпионом Польши.

### Сборная
В сборной Германии Йохен Шёпс дебютировал в 2003 году. В том же году он в составе немецкой сборной принял участие в чемпионате Европы. Сборная Германии была близка к попаданию в полуфинал, но пропустив вперед сборные Италии и Франции немцы сыграли в турнире за 5-е место, по итогам которого заняли итоговое 7-е место. В 2006 году сборная Германии пробилась на чемпионат мира, проходивший в Японии. По итогам первого группового турнира немецкая сборная смогла пробиться в следующий раунд, но там в группе немцы заняли 6-е место из 8-ми участников, а затем по результатам классификационного раунда заняли итоговое 9-е место. В 2008 году Йохен Шёпс дебютировал на летних Олимпийских играх в Пекине. На групповом этапе немецкая сборная не смогла показать высокий результат, что не позволило им пробиться в четвертьфинал, а Шёпс с 89 очками стал лучшим бомбардиром своей команды.
В 2012 году сборная Германии вновь приняла участие в летних Олимпийских играх. На волейбольном турнире немецкая сборная опередив по результатам личной встречи сборную Сербии пробилась в четвертьфинал турнира, где они довольно легко уступили сборной Болгарии 0:3. После окончания Игр Йохен Шёпс стал капитаном сборной Германии.

## Клубы
- 2001—2002 —  «Волейбол-Интернат» Франкфурт
- 2002—2003 —  «Олимпия» Берлин
- 2003—2007 —  «Фридрихсхафен»
- 2007—2012 —  «Искра» Одинцово
- С 2012 года —  «Ресовия» Жешув

## Достижения
Со сборной
- Бронзовый призёр чемпионата мира (2014).
- Чемпион Евролиги (2009).
- Чемпион Европейских игр (2015).

В клубной карьере
- Победитель Лиги чемпионов (2006/07), серебряный (2014/15) и бронзовый (2008/09) призёр Лиги чемпионов.
- Финалист Кубка Европейской конфедерации волейбола (2009/10).
- Чемпион Германии (2004/05, 2005/06, 2006/07), серебряный призёр чемпионата Германии (2003/04).
- Серебряный (2007/08, 2008/09) и бронзовый (2011/12) призёр чемпионата России.
- Чемпион Польши (2012/13, 2014/15), серебряный призёр чемпионата Польши (2013/14).
- Обладатель Кубка Германии (2003/04, 2004/05, 2005/06, 2006/07).
- Финалист Кубка России (2008), бронзовый призёр (2007, 2011).
- Финалист Кубка Польши (2012/13, 2014/15).
- Обладатель Суперкубка Польши (2013).

Индивидуальные
- Самый ценный игрок «Финала четырёх» Лиги чемпионов (2006/07).
- Самый результативный игрок «Финала четырёх» Лиги чемпионов (2008/09).
- Самый результативный игрок и лучший нападающий «Финала четырёх» Кубка ЕКВ (2009/10).
- MVP и лучший нападающий «Финала четырёх» Евролиги (2009).
- Волейболист года в Германии (2007, 2008, 2009).